# Michel Sénéchal
Michel Sénéchal   (14è districte de París, 11 de febrer de 1927 - Eaubonne, 1 d'abril de 2018) era un tenor francès, particularment associat a papers de personatges francesos i italians en un repertori que va des del barroc fins a les obres contemporànies.

## Biografia i carrera
Michel Sénéchal va néixer a París i cantava de petit en un cor de l'església de Taverny. Va fer els seus estudis vocals al Conservatori de París i va debutar a "La Monnaie" a Brussel·les el 1950, on romandria fins al 1952. En tornar a França, va debutar a París, a l'Òpera de París i a l'Opéra-Comique, on va cantar els papers principals del tenor en òpera com La dame blanche, Les Indes galantes, Il matrimonio segreto, Il barbiere di Siviglia, Le comte Ory, etc. Va cantar al Festival d'Aix-en-Provence a la Platée de Rameau per va debutar allà el 1956. També va aparèixer a l'Òpera Estatal de Viena, als festivals de Salzburg i Glyndebourne, en papers de Mozart com Ottavio i Tamino.
Sénéchal també va aparèixer regularment en operetes, especialment ddddd'Offenbach, com Orphée aux enfers, La Vie parisienne, La Périchole, on es va demostrar que el seu talent còmic era efectiu. Amb el pas dels anys, Sénéchal va començar a concentrar-se en papers de personatges com Basilio a Les noces de Fígaro, Goro a Madama Butterfly, The Holy Fool a Boris Godunov, Monsieur Triquet a Eugene Onegin, Guillot de Morfontaine a Manon i els quatre criats de Les contes d'Hoffmann, que va ser el seu paper debut al Metropolitan Opera el 8 de març de 1982. Sénéchal va participar en la creació d'obres contemporànies com els papers de Fabien al Montsegur de Marcel Landowski i del papa Lleó X al Doctor Faustus de Konrad Boehmer. Va romandre actiu a l'escenari fins a finals de la seva vida, apareixent en els primers anys del segle xxi.
Va començar a ensenyar a "L'École d'art lyrique" de l'Opéra de París el 1979 i finalment va ser nomenat director de l'escola. Es pot escoltar en diversos enregistraments, sobretot a La dame blanche, Mireille i Thais, realitzats en plena època, a principis dels anys seixanta.
Michel Sénéchal va morir a Eaubonne l'1 d'abril de 2018, als 91 anys.